# Live at Hammersmith '84
Live at Hammersmith '84 è un album live della band progressive rock inglese Jethro Tull, pubblicato nel 1990 ma registrato nel 1984, durante il tour di Under Wraps. Questa pubblicazione non è completa: infatti sono state tagliate "The Clasp", "Thick As A Brick" e "Aqualung".
Questo album non è disponibile al di fuori dell'Inghilterra.

## Tracce
1. Locomotive Breath – 2:36 (strumentale)
2. Hunting Girl – 4:56
3. Under Wraps – 4:30
4. Later, That Same Evening – 4:03
5. Pussy Willow – 4:44
6. Living in the Past – 4:29
7. Locomotive Breath – 7:43
8. Too Old to Rock 'n' Roll: Too Young to Die – 9:08

## Formazione
- Ian Anderson - voce, flauti, chitarra acustica
- Martin Barre - chitarra
- Dave Pegg - basso
- Doane Perry - batteria
- Peter-John Vettese - tastiere